# Valess
Valess is een vleesvervanger op basis van melk.

## Product
Valess is een vegetarisch product. Het productieproces van Valess komt enigszins overeen met dat van kaas. In de eerste fase worden de essentiële eiwitten gescheiden uit de melk. Aan deze eiwitten worden voedingsvezels van een bepaald zeewier toegevoegd, die ervoor zorgt dat het zijn stevige vleesachtige structuur krijgt. Dit geheel wordt gebonden met zonnebloemolie en kippenei-eiwit. Het wordt verrijkt met vitamine B6 en ijzer. Valess wordt verkocht onder de noemer Vleesvrij. Omdat het de dierlijke producten koemelk en kippenei bevat is het niet geschikt voor veganisten. 
Valess is, door zijn hoge eiwitgehalte, voedzaam en in vergelijking met vlees caloriearm. Voor het maken van een kilo Valess is ongeveer 2 tot 3 liter melk nodig.

## Geschiedenis
De receptuur van Valess werd in 2002 ontwikkeld door de toen 80-jarige Adriaan Cornelis Kweldam, een Nederlandse scheikundige en voedingstechnicus. Hij speelde zijn idee door aan Campina, die hiervoor octrooien aanvroeg in Duitsland, om de concurrentie niet in de kaart te spelen.
In 2005 werd Valess door Campina op de Nederlandse markt geïntroduceerd via een drie miljoen kostende reclamecampagne. Er is voor gekozen het product bewust niet als vleesvervanger op de markt te zetten, maar als alternatief voor vlees en vis. Het wordt gezien als een van de paradepaardjes van Campina, die steeds vaker producten ontwikkelt buiten de traditionele melkproducten.
Valess wordt thans verkocht in Nederland, België, Duitsland en Zwitserland.

## Allergenen
Valess bevat de volgende allergenen:
- melkeiwit
- lactose
- ei
- soja-eiwit
- gluten
- maïs